# Џорџ Мартин (лекар)
Џорџ Мартин (енгл. James Purdon Martin; 11. јун 1893 — Лондон, 7. мај 1984) био је енглески психијатар и истраживач у области неурофизиологије. Открио је узрок један је од најчешћих облика наслеђене менталне заосталости (после Дауновим синдрома) код деце, која је по њему и Џулији Бел (1879—1979) названа Мартин-Бел синдром.

## Епоними
Мартин-Бел синдром — наслеђени је облик менталне заосталости услед мутације у FMRP1 гену (крхком (фрагилном) Х-протеину 1 — енгл. Fragile X Mental Retardation Protein 1), која је праћена макроорхидизмом, прогнатизмом, хипотонијом и аутизмом, са карактеристичним, измењеним изгледом лица. Овај синдром јавља се код; 1 на 4.000 мушкараца и 1 на 8.000 жене.

## Живот и дело
Џорџ Мартин, рођен је 11. јун 1893. на фарми у Џорданстауну, у округу Антрим, Северна Ирска. Одрастао је у Белфасту а касније, у Бангору. Студирао је савремене језике на Queen's University, у Белфасту, да би потом изучавао математику а касније и медицину.
Након дипломирања 1920. године, лекарски стаж обавио је у Ливерпул, у коме је у том периоду боловао велики број пацијената од постецефалитисног синдрома (као последица тешке епидемије упале мозга из 1919 године), што је код младог лекара Џорџа подстакло жељу за изучавањем патофизиологије мозга. Као кућни лекар, почео да ради од 1921. године.
Године 1922. оженио се по први пут са Majorie Blandy, женом запосленојм у Националној болници у којој је радио и Џорџ. Брак су једно време држали у тајности, јер у том периоду жене у Енглеској нису могли да задрже своје радно место ако су у браку.
После скоро две године приватне праксе Мартин је сматрао да треба да прошири своје медицинско искуство и 1923. почео је да ради у болници „Сент Мери” (St Mary's Hospital) у Лондону.
Године 1925. примљен је за хонорарног лекара у Националној болници за болести нервног система, Квин Сквер (Queen Square), у којој је провео већи део радног века. Паралелно је радио и као консултант у болницама Hammersmith, Bollingbroke и Whipps Cross Hospitals.
Током Другог светског рата, Мартин је радио у војсци као неуролог. Пензионисан је као лекар Националне болнице, 1959. године, да би скоро годину дана, потом, провео као гостујући професор на Универзитету у Колораду, Денвер, САД.
Џорџ Мартин своје научноистраживачке активности није окончао након пензионисања, већ је 1960. године започео истраживања са групом болесника који су патили од постенцефалитисног синдрома (након преживљавања епидемијског енцефалитиса из 1919. године), у Highlands Hospital in North Finchley. Резултате истраживања, Џорџ Мартин је објавио, по њиховом окончању, у својој књизи „Базалне ганглије и душевно расположење” (енгл. The Basal Ganglia and Posture).
Након смрти прве жене 1937. године, десет година касније Мартин је оженио Џенет Фергусон, коју је добро познавао још из дана када је био студент математике у Белфасту.
Умро је у Националној болници у Лондону 1984. године.